# Cosmioperla denise
Cosmioperla denise is een steenvlieg uit de familie Eustheniidae. De wetenschappelijke naam van de soort is voor het eerst geldig gepubliceerd in 1983 door Theischinger.